# Robledillo de Záncara
Robledillo de Záncara es el nombre de un núcleo de población histórico, en territorio del Concejo de Alarcón, perteneciente al municipio actual de Las Pedroñeras (Cuenca).

## Historia
Las primeras noticias históricas fiables sobre su existencia son de 1280, fecha en que el Concejo de Alarcón agrega al Robledillo el término de otra población cercana llamada Záncara para que lo tengan como dehesa de monte.
Se ha confundido, en algunas ocasiones, con la población homónima (Robrediello), coetánea y muy cercana que hoy es Villarrobledo. Tanto una como otra población existieron y, en algunos documentos como en la Cosmographia de Hernando de Colón o las Relaciones de Felipe II para la Villa de Las Pedroñeras, aparecen citadas ambas.
- Datos: Q6110131